# Родина (Алтайский край)
Родина — населённый пункт (тип: разъезд) в Каменском районе Алтайского края России. Входит в состав Аллакского сельсовета.

## География
Расположено на севере края, в пределах Приобского плато, возле реки Обь, при остановочном пункте Родина Западно-Сибирской железной дороги.
Климат
континентальный. Средняя температура января −19,7 °C, июля +18,9 °C. Годовое количество атмосферных осадков — 360 мм.

## Население
| 1997 | 1998 | 1999 | 2000 | 2001 | 2002 | 2003 | 2004 |
| ---- | ---- | ---- | ---- | ---- | ---- | ---- | ---- |
| 53   | ↘45  | →45  | →45  | ↗50  | ↘45  | ↘36  | ↗42  |
| 2005 | 2006 | 2007 | 2008 | 2009 | 2010 | 2011 | 2012 |
| ↘38  | ↘34  | ↘23  | ↗24  | →24  | →24  | ↘23  | ↘16  |
| 2013 |      |      |      |      |      |      |      |
| ↘13  |      |      |      |      |      |      |      |

Национальный состав
Согласно результатам переписи 2002 года, в национальной структуре населения русские составляли 87 % от 39 чел.

## Известные жители, уроженцы
Анато́лий Ива́нович Алексе́ев (23 января 1929, Родина, Сибирский край — 3 марта 2019, Иркутск) — советский и российский живописец, педагог.

## Инфраструктура
Путевое хозяйство Западно-Сибирской железной дороги.
Социальные услуги жители получают в ближайших населённых пунктах.

## Транспорт
Посёлок при разъезде доступен автомобильным и железнодорожным транспортом.
Остановочный пункт Родина.
Просёлочная дорога.